# Rigel (torpedero)
El Rigel fue un torpedero de la Armada Española, cabeza de su clase homónima, teniendo un rol secundario durante la guerra hispano-estadounidense de 1898. Debe sur nombre a Rigel, estrella múltiple de la constelación de Orión.

## Historia
El Rigel fue el primer torpedero con el que se dotó la Armada Española tras los torpederos de botalón (o de pértiga) Cástor y Pólux y se basaba en los torpederos alemanes de la clase Schutze. Su primer nombre fue el de Bote lanzatorpedos número 1, sustituido el 27 de diciembre de 1883 por el de Rigel.
Se encargó el 29 de diciembre de 1882 a la empresa Aktien Gessellschaft, que lo construyó en los astilleros Weser de Bremen (Alemania). La quilla se colocó en grada el 15 de abril de 1883, se botó el 23 de junio y fue entregado a la Armada el 17 de agosto de 1883.
Poseía un camarote para la dotación cómodo en contraste con otros torpederos de su época.
Formó parte de la escuadra del Almirante Antequera con motivo de la crisis de las islas Carolinas en 1885.
Fue destinado a la Escuela de torpedos de Cartagena. Durante la guerra hispano-estadounidense formó parte de la Tercera División de Torpederos junto con el Destructor y el Retamosa, destinada en la base naval de Cartagena con la misión de defender la citada base ante un hipotético ataque estadounidense.
En 1900, por Decreto del 18 de mayo del Ministerio de Marina, se describió técnicamente la situación de los buques de la Armada en ese momento y se dieron de baja 25 unidades por considerarse ineficaces, entre ellos el Rigel. Respecto al Rigel señala:

Los torpederos Retamosa, Rigel, Ejército y Castor, y los cañoneros Eulalia, Pilar, Cóndor, Aguila, Cuervo y Tarifa, y las escampavías Concha, Gaditana, Pez, San Mateo, Mariana, Ardilla y Guinda, son estimados, por unánime opinión de los Jefes y personas peritas que conocen bien su estado, como absolutamente inútiles.